# Frédéric Guesdon
Pour les articles homonymes, voir Guesdon.

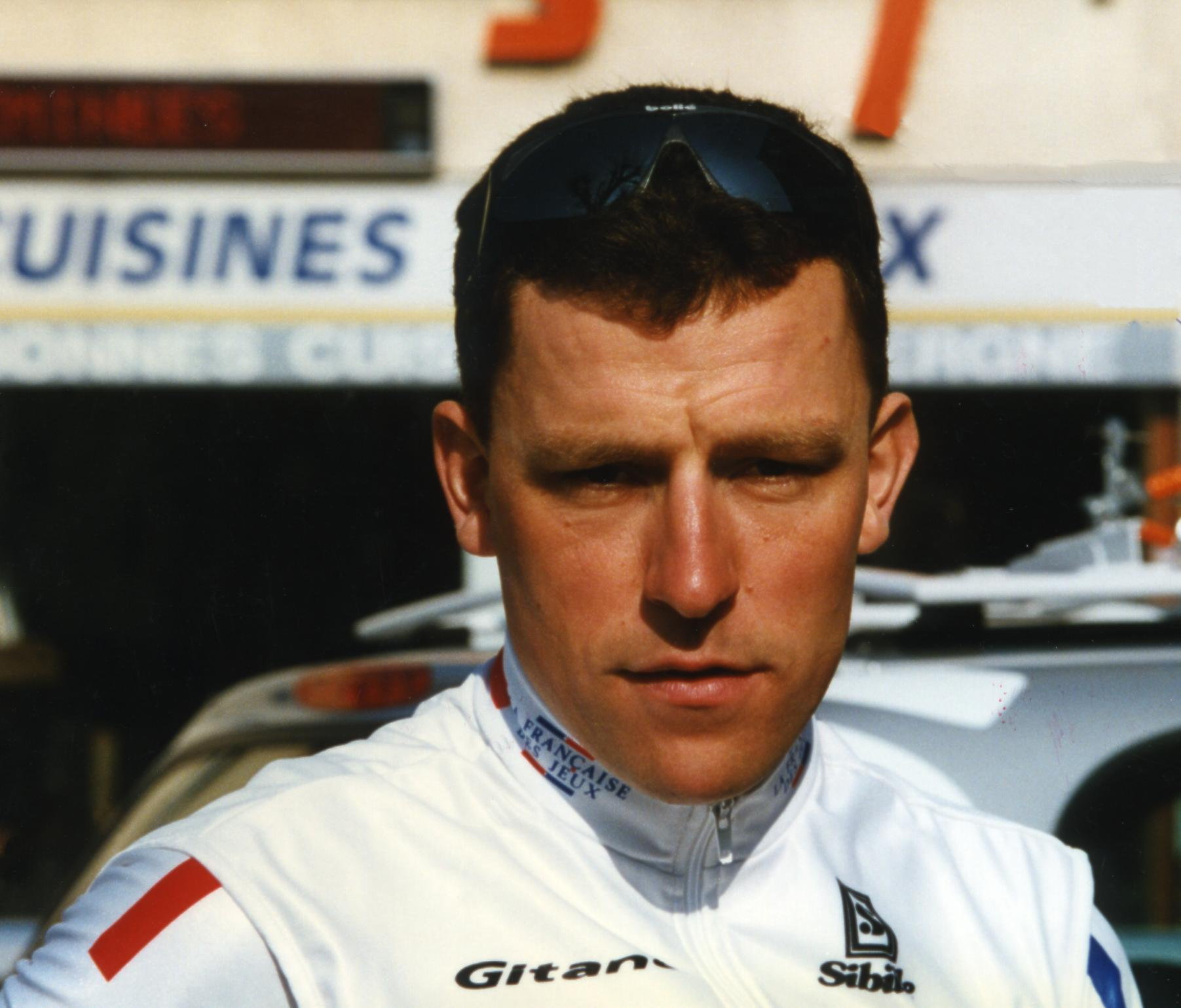
Frédéric Guesdon lors du Paris-Nice 1997

Frédéric Guesdon, né le 14 octobre 1971 à Saint-Méen-le-Grand (Ille-et-Vilaine), est un ancien coureur cycliste français. Ses faits d'armes les plus importants sont ses victoires dans Paris-Roubaix le 13 avril 1997 et dans la centième édition du Paris-Tours le 8 octobre 2006 sous le maillot de La Française des jeux. Il est ainsi le dernier vainqueur français sur Paris-Roubaix et l'un des rares coureurs français à avoir accroché à son palmarès les deux plus prestigieuses classiques françaises. Il met un terme à sa carrière à l'occasion du Paris-Roubaix 2012. Il devient ensuite directeur sportif de l'équipe FDJ.

## Biographie

### Les débuts
Il remporte le Circuit des Deux Provinces à deux reprises en 1992 et 1993. Il gagne également le Circuit des plages vendéennes, des étapes sur la Mi-août bretonne, sur le Ruban granitier breton ou encore sur le Tour d'Émeraude.  En 1994, il termine deuxième de Paris-Roubaix amateurs, battu par le Belge Kurt Dhont. L'année suivante, il quitte le circuit amateur et rejoint l'équipe Le Groupement. Il dispute son premier vrai Paris-Roubaix mais termine très attardé (86e). Il déclara plus tard « Cette course m'avait plu. ». Cette année-là, il termine 2e d'étape sur la Mi-août bretonne et sur le Tour de l'Ain. En 1996, il termine à une quatorzième place encourageante sur Paris-Roubaix et prend la troisième place du championnat de France sur route à 10 secondes du vainqueur Stéphane Heulot.

### Paris-Roubaix 1997
Il rejoint l'équipe Française des jeux, nouvellement créée en 1997. Dès février, il gagne la Classic Haribo, devançant Jaan Kirsipuu. Il s'aligne sur son troisième Paris-Roubaix, mais ne fait pas partie des favoris. Il se retrouve néanmoins avec un groupe de contre-attaque qui finit par revenir sur les deux leaders Frédéric Moncassin et Andreï Tchmil à quelques kilomètres de l'arrivée. Ils se retrouvent à huit pour la victoire, et le Breton lance son sprint : « J'ai pris la tête. Je m'attendais à être remonté. Dans la dernière ligne droite, j'ai regardé sous mon bras, j'ai vu qu'il y avait un trou d'une dizaine de mètres. C'est pas possible… Alors, j'ai cru qu'on allait me déborder sur la droite. Je n'ai su qu'après la ligne que j'avais gagné. ». Cette victoire lui permet d'inscrire son nom au palmarès de Paris-Roubaix entre Johan Museeuw et Franco Ballerini. Il reste le dernier vainqueur français de l'épreuve.

Au mois d'août, il remporte une étape du Tour du Limousin.

### 1998-2006

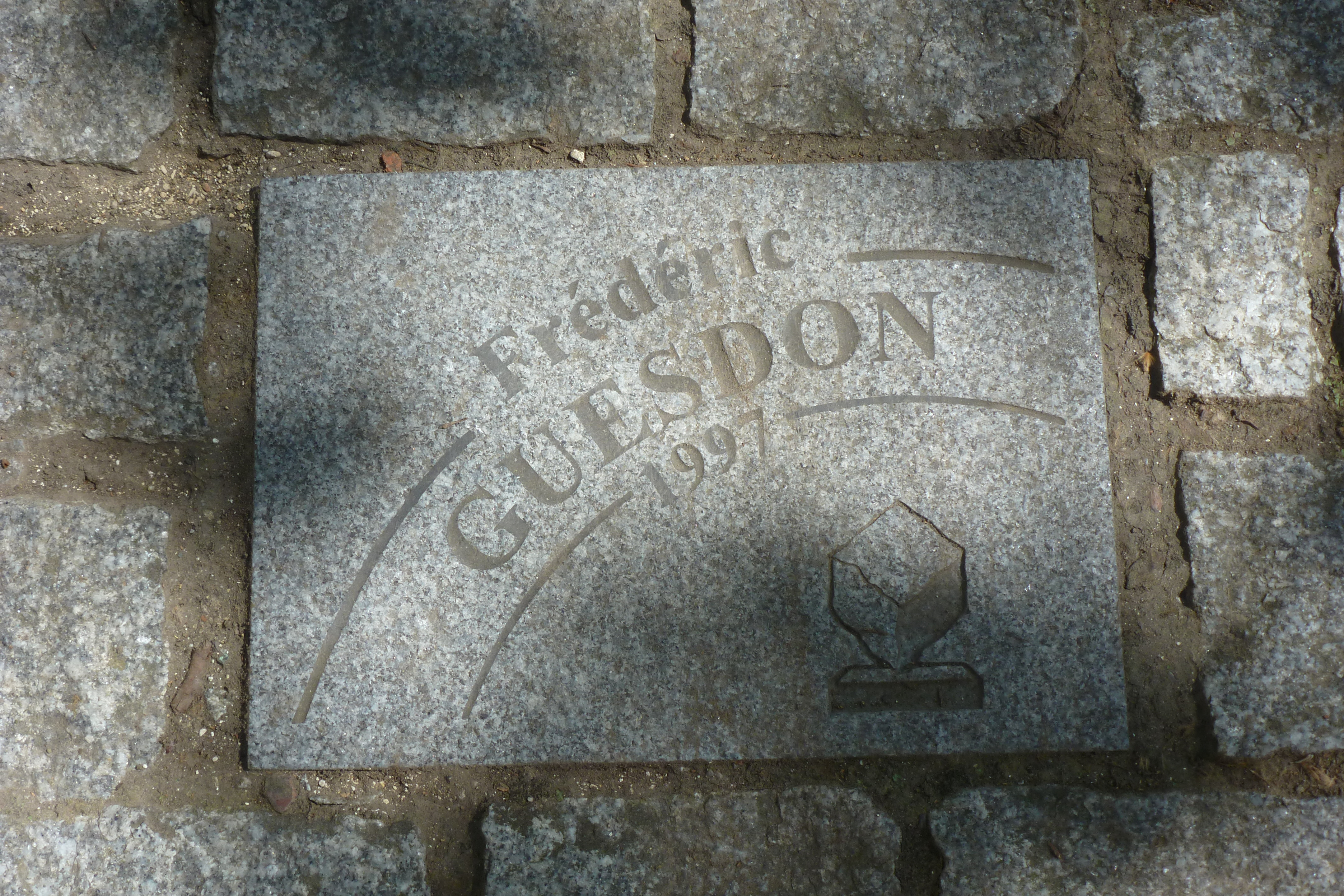
Pavé en hommage à Frédéric Guesdon sur l'allée Charles-Crupelandt à Roubaix.

Il abandonne Paris-Roubaix en 1998.  Par la suite, on le retrouve sur le podium d'épreuves de la Coupe de France. 
En 2000, il remporte la 1re étape en ligne du Critérium du Dauphiné libéré. Echappé au cours de l'étape, il résiste avec son compatriote Fabrice Gougot (Crédit Agricole) et le Russe Alexei Sivakov (BigMat-Auber 93) au retour des sprinteurs. Ils rejoignent la ligne d'arrivée avec quatre secondes d'avance sur le peloton et Guesdon remporte l'étape. C'est sa première victoire de la saison. Il prend également à cette occasion le maillot vert de leader du classement par points qu'il abandonne dès le lendemain à Gougot. Il en gagne une autre en 2002. 
Il prend la sixième place du Tour des Flandres 2003.
En 2003, Frédéric Guesdon se classe troisième du Delta Profronde, cinquième du Grand Prix d'Isbergues, du Grand Prix E3 et du Grand Prix de Denain. En 2004, il est deuxième du Grand Prix d'Isbergues, quatrième du Circuit franco-belge et cinquième de Cholet-Pays de la Loire. Il termine une deuxième fois dans les 10 premiers d'un Paris-Roubaix, en 2006.

### Paris-Tours 2006
Il dispute son dernier Tour de France en 2004. On le retrouve ensuite en 2006, sur Paris-Tours, dans l'échappée du jour. À 45 kilomètres de l'arrivée, Guesdon attaque en compagnie de Cristian Moreni, bientôt rejoint par Van Impe, Gasparotto et Arvesen. À 10 kilomètres du but, le peloton revient à 10 secondes des échappées. Guesdon et Kurt Asle Arvesen profitent d'une hésitation du peloton pour attaquer de nouveau dans la côte de l'Épan à 8 kilomètres du but. Favorisés par les routes sinueuses à l'approche de Tours, les deux hommes arrivent sur l'avenue de Grammont (2,4 kilomètres de ligne droite) avec suffisamment d'avance pour se disputer la victoire.

Guesdon lance le sprint aux 200 m et ne laisse aucune chance à Arvesen. Stuart O'Grady règle le sprint du peloton qui échoue à 8 secondes du vainqueur.
Cette victoire lui permet de faire partie des rares coureurs français à avoir remporté les deux plus grandes classiques françaises.

### 2007-2012: Deuxième partie de carrière

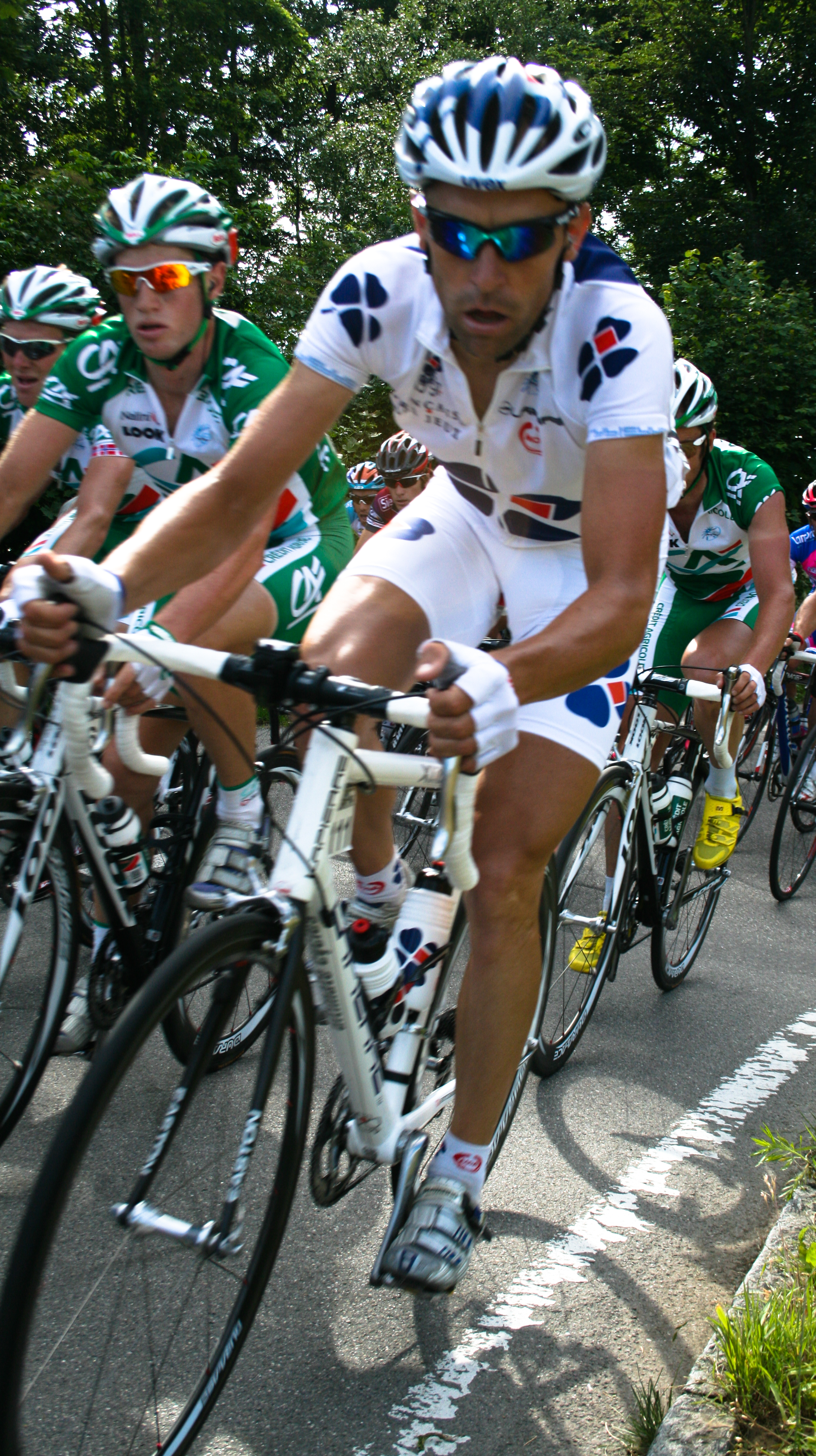
Lors de la septième étape du Tour de Suisse 2008

Début 2007, il remporte le Tour du Gabon puis se classe 25e de Paris-Roubaix.
Initialement, il prévoit de disputer sa dernière saison et son dernier Paris-Roubaix en 2008, mais il décide finalement de continuer à courir avec La Française des jeux. Une semaine plus tard, il remporte le Tro Bro Leon devant Maxim Gourov et Julien Belgy, quelques jours après avoir terminé quatrième du Grand Prix de Denain. En fin de saison, Il termine neuvième du Grand Prix de Wallonie, huitième du Grand Prix d'Isbergues et septième du Tour de Vendée. Ces résultats lui valent une troisième place au classement général de la Coupe de France.
En février 2009, il se casse la clavicule au Tour de l'Algarve, au Portugal. Cela ne l'empêche pas de revenir un mois plus tard. Échappé aux côtés de Sylvain Chavanel sur le Tour des Flandres, il termine l'épreuve à la 29e place. La semaine suivante, il est au départ de Paris-Roubaix, où il se classe douzième. En fin de saison, il termine sixième du Tour de la Somme et prend la neuvième place du GP de Plouay.
En 2010, il termine 18e du Tour des Flandres puis 18e de Paris-Roubaix. Ensuite, il termine cinquième d'une étape de la Route du Sud. En août, il se classe treizième de la Vattenfall Cyclassics.
À la fin de sa saison 2011, il décide de prolonger sa carrière au moins jusqu'à l'édition 2012 de Paris-Roubaix, ce qui en ferait le détenteur du record de participations avec 17 participations.
Le 17 janvier 2012, alors qu'il s'apprête à vivre les derniers mois de sa carrière, il se blesse gravement au cours de la première étape du Tour Down Under. Victime d'une chute collective dans le final, il souffre d'une fracture ouverte de la hanche gauche. Après une rapide convalescence, il reprend la compétition fin mars. Ainsi, il parvient à participer une dix-septième et dernière fois à Paris-Roubaix et devient le corecordman de participation à cette course avec l'Américain George Hincapie juste devant le Belge Raymond Impanis et le Néerlandais Servais Knaven qui sont eux à seize participations. Terminant la course mais hors-délais, il met un terme à sa carrière.

## Reconversion
Il devient directeur sportif pour le comité de cyclisme de Bretagne pour le reste de la saison 2012. Depuis 2013, il est directeur sportif au sein de l'équipe World Tour FDJ.
En 2022, le secteur pavé de Bourghelles à Wannehain devient le secteur pavé Frédéric Guesdon,.

## Palmarès

### Palmarès amateur
| - 1989 - Champion de Bretagne UNSS - 2e du championnat de France du contre-la-montre par équipes juniors - 3e de la Ronde du Printemps - 1990 - 2e du championnat de Bretagne de poursuite par équipes - 1991 - Champion de Bretagne de poursuite par équipes - Criterium des As de l’Ouest - 1re étape du Tour d'Ille-et-Vilaine - 2e du championnat des Côtes-d'Armor sur route - 1992 - Route bretonne - Boucles guégonnaises - Circuit des Deux Provinces - 3e du Trophée Robert Gauthier - 1993 - Circuit des Deux Provinces - Circuit des plages vendéennes : - Classement général - 1re, 2e et 4e épreuves - 3e du Grand Prix Gilbert-Bousquet - 3e du Ruban granitier breton | - 1994 - 1re épreuve du Circuit des plages vendéennes - Grand Prix Gilbert-Bousquet - 3e étape du Ruban granitier breton - 1re étape du Tour d'Émeraude - 2e épreuve de la Mi-août bretonne - Prix de Saint-Michel-en-l'Herm - 2e du Circuit du Morbihan - 2e de Paris-Roubaix amateurs - 2e du championnat de Bretagne sur route - 3e du Circuit des plages vendéennes |  |

### Palmarès professionnel
| - 1996 - 3e du championnat de France sur route - 1997 - Classic Haribo - Paris-Roubaix - 2e étape du Tour du Limousin - 1999 - 3e étape du Tour de l'Ain - 3e du Grand Prix d'Isbergues - 3e du Duo normand (avec Bradley McGee) - 2000 - 1re étape du Critérium du Dauphiné libéré - 1re étape du Tour de la province de Lucques - 3e du Grand Prix d'Isbergues - 2001 - 3e du Grand Prix de Denain - 2002 - 5e étape du Critérium du Dauphiné libéré | - 2003 - 3e du Delta Profronde - 6e du Tour des Flandres - 2004 - 2e du Grand Prix d'Isbergues - 2006 - Prologue de la Tropicale Amissa Bongo - Paris-Tours - 2e de la Tropicale Amissa Bongo - 3e du Grand Prix d'Isbergues - 7e de Paris-Roubaix - 2007 - Classement général de la Tropicale Amissa Bongo - 2008 - Tro Bro Leon - 3e de la Coupe de France - 2009 - 9e du Grand Prix de Plouay |  |

## Résultats à Paris-Roubaix
Frédéric Guesdon fait partie des spécialistes des classiques flandriennes. En dix-sept participations à Paris-Roubaix, il a fini parmi les vingt premiers à onze reprises, et été classé sept fois meilleur Français de l'épreuve.
Il est le codétenteur du record de participations avec l'Américain George Hincapie. 
- 1995 : 86e
- 1996 : 14e
- 1997 : vainqueur
- 1998 : abandon
- 2000 : 17e
- 2001 : 26e
- 2002 : abandon
- 2003 : 12e
- 2004 : 18e
- 2005 : 11e
- 2006 : 7e
- 2007 : 25e
- 2008 : 11e
- 2009 : 12e[n 1]
- 2010 : 18e[n 1]
- 2011 : 11e
- 2012 :  88e (hors-délais)

## Résultats sur les grands tours
| 8 participations - 1996 : 108e - 1997 : 111e - 1998 : 67e - 1999 : 106e - 2000 : 116e - 2001 : 124e - 2002 : abandon (17e étape) - 2004 : 129e | 1 participation - 2003 : hors-délai à la 18e étape | 1 participation - 2005 : abandon (11e étape) |

## Classements mondiaux
Frédéric Guesdon obtient son meilleur classement final en 2006, l'année où il remporte Paris-Tours, en se classant au 45e rang en fin d'année.
| Année                  | 1995 | 1996 | 1997 | 1998 | 1999 | 2000 | 2001 | 2002 | 2003 | 2004 | 2005 | 2006 | 2007 | 2008 | 2009 | 2010 | 2011   | 2012 |
| ---------------------- | ---- | ---- | ---- | ---- | ---- | ---- | ---- | ---- | ---- | ---- | ---- | ---- | ---- | ---- | ---- | ---- | ------ | ---- |
| Classement UCI         | nc   | 274e | 101e | 277e | 340e | 233e | 495e | 493e | 170e | 281e |      |      |      |      |      |      |        |      |
| Classement ProTour     |      |      |      |      |      |      |      |      |      |      | nc   | 45e  | nc   | nc   |      |      |        |      |
| Calendrier mondial UCI |      |      |      |      |      |      |      |      |      |      |      |      |      |      | 185e | nc   |        |      |
| UCI World Tour         |      |      |      |      |      |      |      |      |      |      |      |      |      |      |      |      |        | nc   |
| UCI Europe Tour        |      |      |      |      |      |      |      |      |      |      |      |      |      |      |      |      | 1 051e |      |